# Sweet Jazz
『Sweet Jazz』（スイート・ジャズ）は、2011年11月からKBCラジオで放送している、ジャズを専門に扱った番組である。
毎回のテーマに沿って国内外のいろいろなジャズ音楽を放送している。ジャズ奏者のゲストを招いて、パーソナリティとのトークやセッションを放送することもある。

## 放送時間
- 日曜日：19:30 - 20:00(JST)（ナイターシーズン ）
- 月曜日：20:00 - 20:30(JST)（ナイターオフシーズン）

## パーソナリティ

### 現在のパーソナリティ
- 山﨑萌絵（2015年4月 - ）

### 過去のパーソナリティ
- 加納有沙（2011年11月 - 2013年3月）
- 石井栞（2013年4月 - 2015年３月）